# Dermestes peruvianus
Dermestes peruvianus es una especie de escarabajo de piel del género Dermestes, orden Coleoptera. Fue descrita por Laporte en 1840.

## Descripción
Mide 8-11 mm de longitud.

## Distribución y hábitat
Especie originaria del Neotrópico, se distribuye por América del Norte y del Sur, África, Australia, Indonesia y varios países de Europa. Habita sobre la carroña, también se ha reportado en nidos de pájaros, especialmente de palomas.